# Косточковское сельское поселение
Косточковское се́льское поселе́ние (укр. Кісточківське сільське поселення, крымскотат. Буюк Ешкене кой юрту, Büyük Eşkene köy yurtu) — муниципальное образование в Нижнегорском районе Республики Крым России, у начала предгорной зоны, в долинах и междуречье Биюк-Карасу и Кучук-Карасу.
Административный центр — село Косточковка.

## История
В 1977 году был образован Косточковский сельский совет.
Сельское поселение образовано в соответствии с законом Республики Крым от 5 июня 2014 года.

## Население
| 2001  | 2014  | 2015  | 2016  | 2017  | 2018  | 2019  |
| ----- | ----- | ----- | ----- | ----- | ----- | ----- |
| 1927  | ↘1512 | ↗1513 | ↘1506 | ↗1512 | ↘1508 | ↘1490 |
| 2020  | 2021  |       |       |       |       |       |
| ↗1496 | ↗1598 |       |       |       |       |       |

## Состав сельского поселения
| № | Населённый пункт | Тип населённого пункта       | Население |
| - | ---------------- | ---------------------------- | --------- |
| 1 | Косточковка      | село, административный центр | ↘892      |
| 2 | Фрунзе           | село                         | ↘620      |